# Rhynchocinetidae
Rhynchocinetidae är en familj av kräftdjur. Rhynchocinetidae ingår i överfamiljen Nematocarcinoidea, ordningen tiofotade kräftdjur, klassen storkräftor, fylumet leddjur och riket djur. Enligt Catalogue of Life omfattar familjen Rhynchocinetidae 12 arter. 
Kladogram enligt Catalogue of Life:
| Rhynchocinetidae | \| \| Cinetorhynchus \| \| \| \| \| \| Rhynchocinetes \| \| \| \| |
|                  | \| \| Cinetorhynchus \| \| \| \| \| \| Rhynchocinetes \| \| \| \| |
|                  | Eugonatonotidae                                                   |
|                  |                                                                   |
|                  | Nematocarcinidae                                                  |
|                  |                                                                   |
|                  | Cinetorhynchus                                                    |
|                  |                                                                   |
|                  | Rhynchocinetes                                                    |
|                  |                                                                   |

|  | Cinetorhynchus |
|  |                |
|  | Rhynchocinetes |
|  |                |